# Wojciech Jóźwiak (astrolog)
Wojciech Jóźwiak (ur. 18 kwietnia 1951 w Łowiczu) – astrolog i tarocista, instruktor kursów i warsztatów szamanistycznych. 
Absolwent biofizyki na Uniwersytecie Warszawskim. 
Od 1997 roku wydaje witrynę „Taraka”, poświęconą szamanizmowi i tradycjom słowiańskim. 
W latach 1995–2003 w Radiu ZET prezentował codzienne horoskopy. Od 1995 roku publikuje cotygodniowe felietony „Okiem astrologa” w tygodniku Gwiazdy mówią.
Prowadzi Akademię Astrologii, kształcącą poprzez kursy internetowe zainteresowanych technikami prognozowania.
W astrologii praktycznie stosuje idee przypomniane przez Michela Gauquelina (wyróżniona rola planet wschodzących lub górujących, odrzucenie domów horoskopu) i Johna Addeya (harmoniki, małe aspekty, punkty 5- i 7-krotne). Zwolennik racjonalnego podejścia do astrologii i niełączenia jej z okultyzmem.

## Publikacje
- Cykle zodiaku (1992, Wydaw. Głodnych Duchów), współautor: Światosław Florian Nowicki
- Okiem astrologa Wydawnictwo EJB, Kraków 1997;
- Imię dla twojego dziecka wyd. BIS (1997) ISBN 83-89685-15-9
- Tarok wróżebny i wizyjny (2002, wyd. Studio Astropsychologii)
- Warsztaty szamańskie, praktyczny terenowy podręcznik (2002, Wyd. Ravi)
- Znaki zodiaku i ich władcy (2004, wyd. Studio Astropsychologii)
- Wiedza nie całkiem tajemna (2004, wyd. Studio Astropsychologii)
- Astrologia samopoznania (2007)
- Nowy szamanizm. O tym, co magiczne, słowiańskie i archaiczne we współczesnym świecie (2007, wyd. Studio Astropsychologii)
- Nasze zwierzęta mocy. (Wydawnictwo: Wydawnictwo Ha!art) ISBN 978-83-66571-83-9 Data wydania: 2023-02-27